# Oscylator sterowany cyfrowo
Oscylator sterowany cyfrowo (NCO, ang. Numerically Controlled Oscillator) – urządzenie stosowane w syntezatorach. Podstawową zaletą i przewagą takiego oscylatora nad oscylatorem sterowanym napięciem (VCO, ang. Voltage Controlled Oscillator) jest dokładność jego stroju. Syntezatory wyposażone w DCO są zazwyczaj nazywane cyfrowymi, jednak stosuje się również technologię hybrydową (cyfrowe oscylatory, analogowe filtry, wzmacniacze i obwiednie).

## Przykłady instrumentów z cyfrowymi oscylatorami
- Korg Poly-800
- Roland JX-3P
- Roland Juno-60
- Roland Juno-106
- Yamaha DX7.